# Трофимов, Сергей Петрович
Серге́й Петро́вич Трофи́мов (25 апреля 1924, Комаровка, Саратовская губерния — 28 августа 2000, Ульяновск) — командир миномётного расчёта 289-го гвардейского стрелкового полка, гвардии сержант — на момент представления к награждению орденом Славы 1-й степени.

## Биография
Родился 25 апреля 1924 года в селе Комаровка (ныне — Кузнецкого района Пензенской области). В 1942 году окончил среднюю школу.
В августе 1942 году был призван в Красную Армию Кузнецким райвоенкоматом. Как имеющий среднее образование был направлен в Симферопольском пулемётно-миномётном училище, эвакуированное в город Балаково Саратовской области. Окончить училище не пришлось. В апреле 1943 года весь курс подняли по тревоге и отправили на фронт, на доукомплектование 5-й гвардейской армии. Гвардии красноармеец Трофимов был зачислен в миномётный расчёт 289-го гвардейского стрелкового полка 97-й гвардейской стрелковой дивизии. В составе этой части прошел весь боевой путь, стал командиром миномётного расчёта.
На фронте в Великую Отечественную войну с июля 1943 года. Боевое крещение принял на Курской дуге. Отличился в первых же боях, в составе расчёта огнём из миномёта подавил пулемётную точку и рассеял до взвода противников, был награждён медалью «За отвагу». В дальнейшем участвовал в боях за освобождение Украины, Польши, Чехословакии, на территории Германии, форсировал Днепр, Вислу, Одер. В бою под Кировоградом был ранен, но не покинул поле боя. Член ВКП/КПСС с 1944 года.
4 августа 1944 года в боях за село Падев его миномётный расчёт уничтожил две пулемётные точки и до 10 немцев. 25 августа в боях за село Печеноги уничтожил наблюдательный пункт противника, с которого просматривался передний край, уничтожил 5 немецких солдат.
Приказом командира 97-й гвардейской стрелковой дивизии от 7 ноября 1944 года за мужество, проявленное в боях с врагом, гвардии младший сержант Трофимов награждён орденом Славы 3-й степени.
С 26 по 31 января 1945 года за время боевых действий на плацдарме левого берега реки Одер севернее города Бриг миномётный расчёт гвардии сержанта Трофимова отбил 5 контратак противника, уничтожил пять огневых пулемётных точек, один наблюдательный пункт, до 20 солдат противника.
Приказом по 5-й гвардейской армии от 12 апреля 1945 года гвардии сержант Трофимов награждён орденом Славы 2-й степени.
С 19 по 21 апреля 1945 года, в боях при форсировании реки Шпрее, расширении плацдарма на её западном берегу и боях за город Зенфтенберг гвардии сержант Трофимов, находясь со своим расчётом в боевых порядках, огнём из миномёта уничтожил 4 пулемётных точки, поджёг две автомашины и уничтожил до взвода пехоты.
5 мая был ранен в голову и день Победы встретил в госпитале.
Указом Президиума Верховного Совета СССР от 27 июня 1945 года за мужество, отвагу и героизм гвардии сержант Трофимов Сергей Петрович награждён орденом Славы 1-й степени.
В 1947 году демобилизован. Вернулся в родное село. По направлению Пензенского обкома ВКП был направлен на учёбу в Куйбышевскую юридическую школу, которую окончил в 1949 году. В 1954 году — Всесоюзный юридический заочный институт. Профессиональную деятельность начал в селе Игнатовка Ульяновской области, был прокурором Барышского района, заместителем прокурора Засвияжского района города Ульяновска, старшим помощником прокурора области.
Жил в городе Ульяновске. Умер 28 августа 2000 года. Похоронен на аллее Славы Ишеевского кладбища города Ульяновска.

## Награды
Награждён орденами Славы 1-й, 2-й и 3-й степени, Отечественной войны 1-й степени, медалями, в том числе медалью «За отвагу».

## Память
Его имя увековечено на Аллее Героев на территории УЛГТУ г.Ульяновска.

В 2024 году Министерство связи РФ выпустило ХМК со спецгашением (07.05.2024) — 100 лет со дня рождению Трофимова Сергея Петровича .

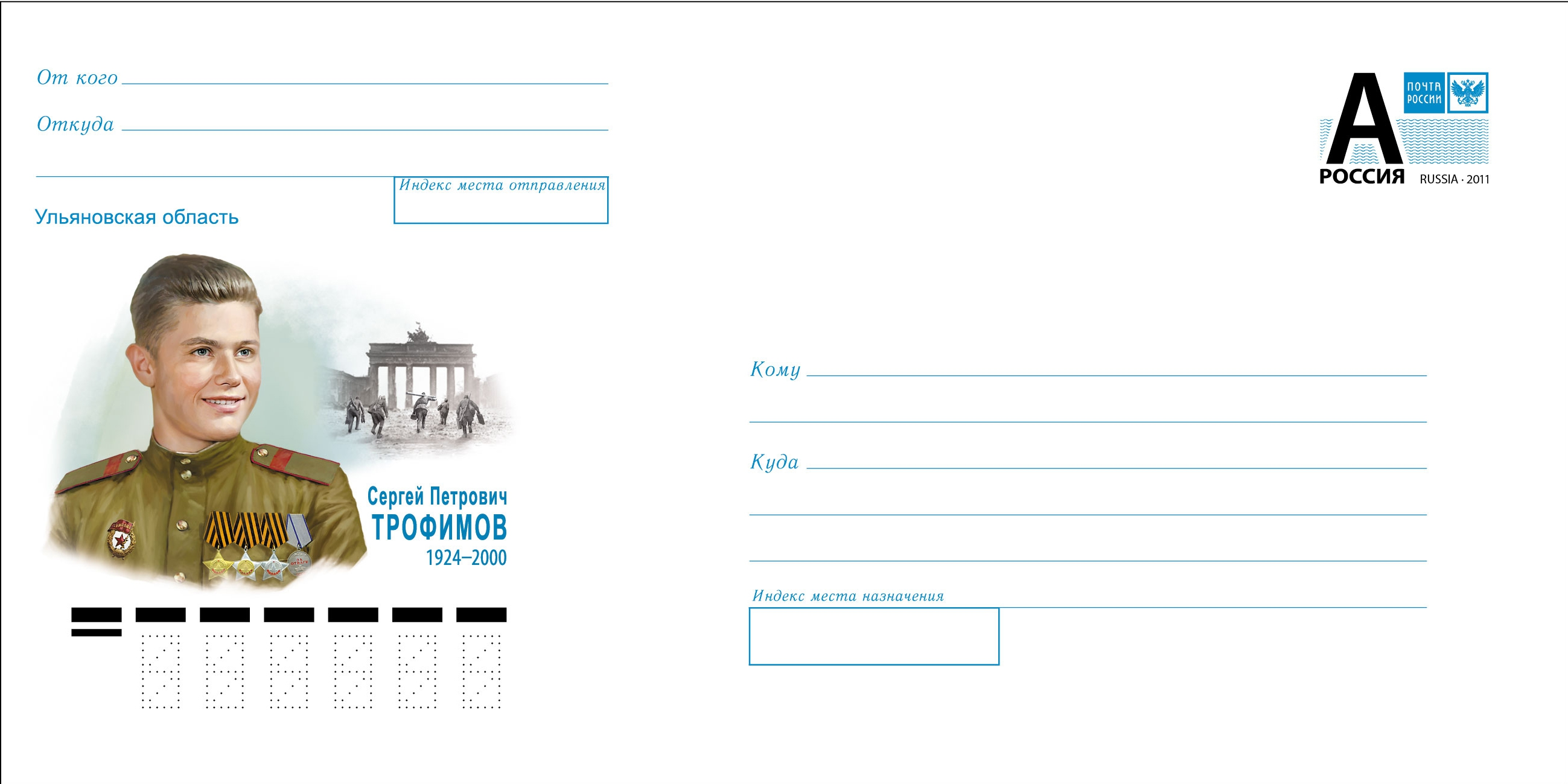
ХМК РФ, 2024. 100 лет со дня рождения С. П. Трофимова (1924–2000).